# Kénédougou (province)
Pour les articles homonymes, voir Kénédougou.
Le Kénédougou est une des 45 provinces du Burkina Faso située dans la région des Hauts-Bassins.

## Géographie

### Principales localités
Ne sont listées ici que les localités de la province ayant atteint au moins 4 000 habitants dans les derniers recensements (ou estimations de source officielles). Les données détaillées par ville, secteur ou village du dernier recensement général de 2019 ne sont pas encore publiées par l'INSD (en dehors des données préliminaires par département).
| Ville ou village | Coordonnées | Altitude | Population                 | Population                 |
| Ville ou village | Coordonnées | Altitude | Est. 2003[réf. nécessaire] | Rec. 2006[réf. nécessaire] |
| ---------------- | ----------- | -------- | -------------------------- | -------------------------- |
| Orodara          |             | m        | hab.                       | hab.                       |

### Démographie
- 198 936 habitants (1997)
- 283 463 habitants (2006) soit une augmentation de + 42 % en 9 ans

## Administration

### Chef-lieu et haut-commissariat
- Chef-lieu : Orodara.

### Départements ou communes

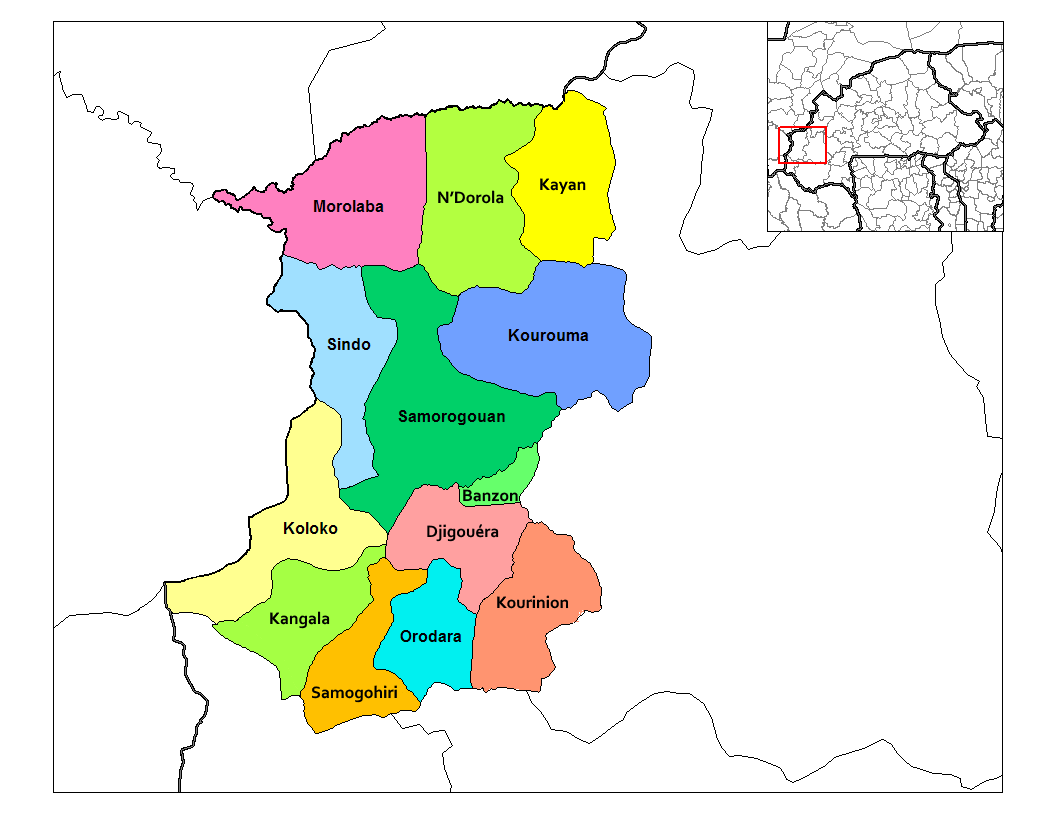
Localisation des 13 départements ou communes de la province du Kénédougou.

La province du Kénédougou est administrativement composée de treize départements ou communes :
- Banzon,
- Djigouéra,
- Kangala,
- Kayan,
- Koloko,
- Kourinion,
- Kourouma,
- Morolaba,
- N'Dorola,
- Orodara,
- Samogohiri,
- Samorogouan,
- Sindo.